# Laure Killing
Laure Killing (12 gennaio 1959 – Parigi, 18 novembre 2019) è stata un'attrice francese.

## Filmografia parziale

### Cinema
- Terapia di gruppo (Beyond Therapy), regia di Robert Altman (1987)
- Le mie notti sono più belle dei vostri giorni (Mes nuits sont plus belles que vos jours), regia di Andrzej Zulawski (1989)
- Nouvelle vague, regia di Jean-Luc Godard (1990)
- Le strategie del cuore (Après l'amour), regia di Diane Kurys (1992)
- L'orso di peluche (L'ours en peluche), regia di Jacques Deray (1994)
- Un eroe borghese, regia di Michele Placido (1995)
- Jefferson in Paris, regia di James Ivory (1995)
- Avant l'hiver, regia di Philippe Claudel (2013)

### Televisione
- Un cane sciolto - film TV (1990)
- Un cane sciolto 2 - film TV (1991)
- Moon and Son - serie TV, 13 episodi (1992)
- Spender - serie TV, 4 episodi (1993)
- Une femme en blanc - miniserie TV, 6 episodi (1997)
- Dolmen - serie TV, 5 episodi (2005)
- Paris enquêtes criminelles - serie TV, 17 episodi (2007-2008)
- La certosa di Parma - film TV (2012)
- La loi, le combat d'une femme pour toutes les femmes - film TV (2014)
- Tomorrow Is Ours - Il domani è nostro (Demain nous appartient) - serie TV, 50 episodi (2017-2018)